# آکادمی نظامی فیلیپین
آکادمی نظامی فیلیپین (فیلیپینی: Akademiyang Militar ng Pilipinas) دانشگاه نظامی متعلق به نیروهای مسلح فیلیپین است، که در سال ۱۸۹۸ تأسیس شد. ساختمان مرکزی این دانشگاه در شهر باگیو قرار دارد.